# علی‌رضا صدرا
علیرضا صدرا (زاده ۱۳۳۷ دزفول – درگذشتهٔ ۴ آبان ١۴٠١) نویسنده، مدرس دانشگاه و سیاست‌مدار ایرانی بود که در دوره چهارم مجلس شورای اسلامی به‌عنوان نماینده دزفول، از استان خوزستان در مجلس شورای اسلامی حضور داشت. وی دانش‌آموخته دکتری علوم سیاسی، از دانشگاه تهران بود و هم‌اکنون بعنوان مدرس و عضو هیئت علمی دانشگاه تهران فعالیت می‌کرد.
علیرضا صدرا در چهارم آبان ١۴٠١ درگذشت. 